# Aeroportul Internațional Indianapolis
Aeroportul Internațional Indianapolis (IATA: IND, ICAO: KIND, FAA LID: IND) este un aeroport din Indianapolis, Comitatul Marion, Indiana, Indiana, Statele Unite ale Americii ce deservește zona Indianapolis. Aeroportul a fost tranzitat în 2023 de 9.788.867 de pasageri. A fost deschis în 1931 și numit după zona deservită.
Situat la o altitudine de 243 m, aeroportul dispune de 3 piste. Este operat de Indianapolis Airport Authority⁠(d).

## Infrastructură

### Piste
Aeroportul dispune de 3 piste: 
- pista 05L/23R din beton, cu dimensiunile 11.200 picioare × 150 picioare
- pista 05R/23L din beton, cu dimensiunile 10.000 picioare × 150 picioare
- pista 14/32 din asfalt, cu dimensiunile 7.278 picioare × 150 picioare